# Sylvirana maosonensis
Espèce
Synonymes
- Hylarana maosonensis Bourret, 1937
- Rana maosonensis (Bourret, 1937)

Statut de conservation UICN

 LC  : Préoccupation mineure
Sylvirana maosonensis est une espèce d'amphibiens de la famille des Ranidae.

## Répartition
Cette espèce se rencontre :
- dans l'est du Laos dans les provinces de Khammouane et de Borikhamxay;
- dans la moitié Nord du Viêt Nam ;
- en Chine dans le sud du Guangxi.

## Étymologie
Son nom d'espèce, composé de maoson et du suffixe latin -ensis, « qui vit dans, qui habite », lui a été donné en référence au lieu de sa découverte, le mont Mẫu Sơn.

## Publication originale
- Bourret, 1937 : Notes herpétologiques sur l'Indochine française. XIV. Les batraciens de la collection du Laboratoire des Sciences Naturelles de l'Université. Descriptions de quinze espèces ou variétés nouvelles. Annexe Bulletin de l'Institut public Hanoï, p. 5-56.